# Albrecht von Voigts-Rhetz

Albrecht von Voigts-Rhetz, 1860.

Albrecht Baltasar von Voigts-Rhetz (* 3. September 1850 in Stralsund; † 12. Januar 1915 in Wiesbaden) war ein deutscher Offizier, Jurist und Diplomat.

## Leben

### Herkunft
Albrecht von Voigts-Rhetz war ein Sohn des preußischen Generals der Infanterie William von Voigts-Rhetz (1813–1902) und dessen zweiter Ehefrau Albertine, geborene Wallis (1827–1916).

### Werdegang
Albrecht von Voigts-Rhetz besuchte ein Gymnasium in Stralsund, bevor er an die Ritterakademie nach Liegnitz wechselte. Am 22. September 1868 erhielt er sein Abitur.
Ab 1. September 1868 war er bereits im preußischen Militärdienst und wurde am 14. Oktober 1869 Sekonde-Lieutnant. 1870/71 nahm er am Deutsch-Französischen Krieg teil. Es folgten seine Beförderung zum Premier-Lieutenant am 26. Juli 1879 und zum Hauptmann am 29. August 1883. Vom 12. Juli 1881 bis 1. November 1883 war er Adjutant beim Gouvernement von Berlin. Zeitgleich besuchte er juristische Vorlesungen an der Universität Berlin. Am 21. Juli 1884 legte er sein Referendarexamen ab und promovierte am 8. August des gleichen Jahres. Ab 1. November 1883 war er zur Dienstleistung in das Auswärtige Amt kommandiert. Hier war er mit Unterbrechung durch einen Urlaub (vom 1. Februar 1884 bis 17. August 1884) in der Abteilung II (Handelspolitik und Recht). Am 24. April 1885 wurde er zum Vizekonsul der Gesandtschaft in Odessa ernannt und trat am 2. Mai 1885 dort seinen Dienst an. Aus dem Militärdienst schied er am 14. Mai 1885 aus. Mit dem 12. April 1887 wurde er mit der Leitung des Vizekonsuls in Nizza beauftragt und übernahm ab 31. Mai 1887 bis 1. Januar 1890 die Geschäfte als solcher. Ende 1887 hatte er seine konsularische Prüfung abgelegt und war ab 1. Februar 1888 regulärer Vizekonsul.
Am 17. Oktober 1889 erfolgte seine Ernennung zum Konsul in Valparaíso und die Geschäftsübernahme zum 12. März 1890. In dieser Position blieb er bis 17. September 1892. Vom 26. Februar 1892 bis 28. März 1892 war er zugleich mit der kommissarischen Leitung der Gesandtschaft in Santiago de Chile beauftragt. Vom 16. Januar 1893 bis 5. Januar 1898 leitete er die Gesandtschaft in Sofia und wurde hier am 11. März 1896 Generalkonsul.
Er wurde am 18. Januar 1898 als Nachfolger von Werner von Bergen zum deutschen Gesandten in Guatemala ernannt. Zugleich war er für El Salvador, Nicaragua, Honduras und Costa Rica verantwortlich. Vom 25. April 1900 bis 11. April 1901 war er beurlaubt, blieb aber in der Position bis 16. August 1902. 1900/01 war er als Nachfolger von Ernst von Treskow kurzzeitig Gesandter in Santiago de Chile. Im Jahr 1900 hatte er den Ritter-Orden des Franz-Joseph-Ordens erhalten. Vom 31. März 1903 bis 1. Juni 1904 war er als Gesandter und bevollmächtigter Minister des Deutschen Reiches am Hofe von Serbien in Belgrad. Anschließend wurde er in den Ruhestand versetzt.
Voigts-Rhetz war Ehrenritter des Johanniterordens.

### Familie
Albrecht von Voigts-Rhetz heiratete am 1. Oktober 1885 in Odessa Alma, verwitwete Zimmermann, geborene Thieme (1857–1906). Die Ehe blieb kinderlos. In zweiter Ehe war er mit Olga, verwitwete Langheinrich, geborene Thieme verheiratet, der Schwester von Alma. Die Ehe blieb kinderlos, sie lebten in Schlitz/Hessen.